# Oleksandr Pavliouk
Oleksandr Oleksiyovytch Pavliouk (ukrainien : Олександр Олексійович Павлюк), né le 20 août 1970 à Novohrad-Volynski en RSS d'Ukraine, est un général de l'armée ukrainienne.
Il participe à la guerre russo-ukrainienne, d'abord durant la guerre du Donbass, puis en défendant le pays lors de l'invasion russe de l'Ukraine. Il est nommé ministre adjoint de la Défense le 14 février 2023, avant de devenir le commandant des forces terrestres ukrainiennes le 11 février 2024. Il est remplacé le 29 novembre 2024.

## Biographie

### Carrière
Oleksandr Pavliouk est le commandant des forces ukrainiennes de maintien de la paix au Kosovo de 2006 à 2007, puis prend la tête du commandement opérationnel ouest de 2017 à 2020, avant d'être nommé commandant de la formation du commandement des forces terrestres des forces armées ukrainiennes en 2020.
Le 28 juillet 2021, il est nommé commandant des forces conjointes, poste qu'il occupe jusqu'au 15 mars 2022, date à laquelle il est nommé commandant de « l'administration militaire régionale de Kiev ».
Le 3 mars 2022, le président ukrainien Volodymyr Zelensky lui confère le titre de « héros de l'Ukraine », citant son « courage personnel et son héroïsme », contribuant de manière significative à la « protection de la souveraineté de l'État et de l'intégrité territoriale de l'Ukraine ». Il a précédemment reçu l'ordre de Bohdan Khmelnytsky de 2e classe.
Du 15 mars au 21 mai 2022, Pavliouk est gouverneur de l'oblast de Kiev. Selon le chef adjoint du bureau du président de l'Ukraine, Kyrylo Timochenko, Pavliouk revient par la suite aux affaires militaires, Oleksiy Kouleba ayant repris son poste.
Le 14 février 2023, il est nommé ministre adjoint de la Défense du gouvernement Chmyhal en remplacement d'Ivan Rousnak, limogé,. 
Près d'un an plus tard, le 11 février 2024, il est nommé au poste d'Oleksandr Syrsky, devenant ainsi le 11e commandant des forces terrestres ukrainiennes. Il est remplacé le 29 novembre par Mykhaïlo Drapatiy.